# Wilson Rodrigues de Moura Júnior
Wilson Rodrigues de Moura Júnior, noto come Wilson (Santo André, 31 gennaio 1984), è un ex calciatore brasiliano, di ruolo portiere.

## Caratteristiche tecniche
È un portiere che sa battere i rigori, infatti nella sua longeva carriera ha al giorno d'oggi segnato 17 gol.